# Fußball-Club Bayern München 2022-2023 (femminile)
Questa voce raccoglie le informazioni riguardanti il Bayern Monaco nelle competizioni ufficiali della stagione 2022-2023.

## Stagione
Nella stagione 2022-2023 il Bayern Monaco, allenato da Alexander Straus, concluse il campionato di Frauen Bundesliga al 1º posto. In Coppa di Germania il Bayern Monaco fu eliminato in semifinale dal Wolfsburg. In Champions League il Bayern Monaco fu eliminato ai quarti di finale dall'Arsenal.

## Rosa
| N. |                     | Ruolo | Calciatore                |
| -- | ------------------- | ----- | ------------------------- |
| 1  | Germania (bandiera) | P     | Laura Benkarth            |
| 3  | Giappone (bandiera) | C     | Saki Kumagai              |
| 4  | Islanda (bandiera)  | D     | Glódís Perla Viggósdóttir |
| 6  | Norvegia (bandiera) | D     | Tuva Hansen               |
| 7  | Germania (bandiera) | C     | Giulia Gwinn              |
| 8  | Germania (bandiera) | D     | Maximiliane Rall          |
| 9  | Serbia (bandiera)   | A     | Jovana Damnjanović        |
| 10 | Germania (bandiera) | C     | Linda Dallmann            |
| 11 | Germania (bandiera) | A     | Lea Schüller              |
| 12 | Germania (bandiera) | C     | Sydney Lohmann            |
| 13 | Brasile (bandiera)  | D     | Tainara                   |
| 14 | Norvegia (bandiera) | D     | Emilie Bragstad           |
| 16 | Germania (bandiera) | C     | Lina Magull               |
| 17 | Germania (bandiera) | A     | Klara Bühl                |

| N. |                        | Ruolo | Calciatore                   |
| -- | ---------------------- | ----- | ---------------------------- |
| 20 | Germania (bandiera)    | A     | Franziska Kett               |
| 22 | Germania (bandiera)    | P     | Maria Luisa Grohs            |
| 23 | Islanda (bandiera)     | C     | Karólína Lea Vilhjálmsdóttir |
| 25 | Austria (bandiera)     | C     | Sarah Zadrazil               |
| 27 | Francia (bandiera)     | A     | Emelyne Laurent              |
| 30 | Germania (bandiera)    | D     | Carolin Simon                |
| 31 | Inghilterra (bandiera) | C     | Georgia Stanway              |
| 34 | Germania (bandiera)    | C     | Sarah Ernst                  |
| 35 | Germania (bandiera)    | D     | Julia Landenberger           |
| 36 | Germania (bandiera)    | D     | Laura Gloning                |
| 37 | Croazia (bandiera)     | A     | Ivana Rudelić                |
| 39 | Germania (bandiera)    | D     | Jana Kappes                  |
| 42 | Germania (bandiera)    | C     | Nike Herrmann                |
| 44 | Islanda (bandiera)     | P     | Cecilía Rúnarsdóttir         |

## Organigramma societario
Area tecnica
- Allenatore: Alexander Straus
- Allenatore in seconda: Marco Knirsch, Jérôme Reisacher
- Preparatore dei portieri: Michael Netolitzky
- Preparatori atletici: Hamid Beygi

## Calciomercato

### Sessione estiva
| Acquisti | Acquisti        | Acquisti         | Acquisti |
| R.       | Nome            | da               | Modalità |
| -------- | --------------- | ---------------- | -------- |
| A        | Ivana Rudelić   | Bayern Monaco II |          |
| D        | Emilie Bragstad | Rosenborg        |          |
| A        | Emelyne Laurent | Olympique Lione  |          |
| C        | Georgia Stanway | Manchester City  |          |
| D        | Tainara         | Bordeaux         |          |

| Cessioni | Cessioni           | Cessioni         | Cessioni |
| R.       | Nome               | a                | Modalità |
| -------- | ------------------ | ---------------- | -------- |
| A        | Viviane Asseyi     | West Ham         |          |
| A        | Lineth Beerensteyn | Juventus         |          |
| D        | Andrea Gavric      | Colonia          |          |
| D        | Laura Gloning      | Bayern Monaco II |          |
| D        | Marina Hegering    | Wolfsburg        |          |
| A        | Franziska Kett     | Bayern Monaco II |          |
| P        | Juliane Schmid     | Bayern Monaco II |          |
| D        | Carina Wenninger   | Roma             |          |

### Sessione invernale
| Acquisti | Acquisti    | Acquisti | Acquisti |
| R.       | Nome        | da       | Modalità |
| -------- | ----------- | -------- | -------- |
| D        | Tuva Hansen | Brann    |          |

| Cessioni | Cessioni       | Cessioni            | Cessioni |
| R.       | Nome           | a                   | Modalità |
| -------- | -------------- | ------------------- | -------- |
| D        | Hanna Glas     | Kansas City Current |          |
| P        | Janina Leitzig | Leicester City      |          |

## Risultati

### Frauen Bundesliga
| Francoforte sul Meno 16 settembre 2022, ore 19:15 CEST 1ª giornata | Eintracht Francoforte | 0 – 0 referto | Bayern Monaco | Deutsche Bank Park (23 200 spett.)\| Arbitro: \| Rafalski \| |
| Arbitro:                                                           | Rafalski              |               |               |                                                              |

| Arbitro: | Schwermer |

|                                        |           |  |
| Gwinn 45’ Damnjanović 86’ Dallmann 90’ | Marcatori |  |

| Arbitro: | Kost |

|  |           |                                    |
|  | Marcatori | 6’, 17’ Dallmann 74’, 82’ Schüller |

| Arbitro: | Joos |

|                                                         |           |  |
| Dallmann 29’ Moorrees 48’ (aut.) Tainara 68’ Magull 82’ | Marcatori |  |

| Arbitro: | Söder |

|                    |           |          |
| Pajor 41’ Huth 58’ | Marcatori | 73’ Bühl |

| Arbitro: | Breier |

|                                |           |             |
| Bühl 71’ Schüller 75’ Kett 82’ | Marcatori | 77’ Maksuti |

| Arbitro: | Wildfeuer |

|  |           |                                            |
|  | Marcatori | 23’ Schüller 63’ Viggósdóttir 70’ Zadrazil |

| Arbitro: | Wacker |

|                     |           |  |
| Magull 28’ Kett 90’ | Marcatori |  |

| Arbitro: | Michel |

|  |           |                                        |
|  | Marcatori | 5’ Rall 63’ Dallmann 75’, 89’ Schüller |

| Arbitro: | Heidenreich |

|                         |           |  |
| Stanway 29’ Lohmann 62’ | Marcatori |  |

| Arbitro: | Westerhoff |

|  |           |                                     |
|  | Marcatori | 10’ Stanway 35’ Magull 90’ Dallmann |

#### Girone di ritorno
| Arbitro: | Hussein |

|                               |           |               |
| Viggósdóttir 25’ Schüller 79’ | Marcatori | 82’ Prašnikar |

| Arbitro: | Derlin |

|  |           |                       |
|  | Marcatori | 41’ Schüller 78’ Rall |

| Arbitro: | Söder |

|                                                        |           |  |
| Lohmann 19’ Schüller 60’ Magull 62’ Stanway 71’ (rig.) | Marcatori |  |

| Arbitro: | Joos |

|  |           |                                               |
|  | Marcatori | 12’ Lohmann 23’, 38’ Bühl 28’ Magull 45’ Rall |

| Arbitro: | Michel |

|                    |           |  |
| Stanway 84’ (rig.) | Marcatori |  |

| Arbitro: | Heimann |

|  |           |                               |
|  | Marcatori | 50’ Magull 64’ (rig.) Stanway |

| Arbitro: | Hussein |

|                                                                            |           |                                  |
| Rall 12’, 31’ Kumagai 18’ Simon 21’ Lohmann 29’, 37’ Schüller 80’ Bühl 84’ | Marcatori | 49’ Schasching 90’ (rig.) Müller |

| Arbitro: | Heidenreich |

|              |           |                         |
| Kowalski 61’ | Marcatori | 36’ Schüller 39’ Magull |

| Arbitro: | Wildfeuer |

|              |           |  |
| Schüller 26’ | Marcatori |  |

| Leverkusen 20 maggio 2023, ore 13:00 CEST 21ª giornata | Bayer Leverkusen | 0 – 0 referto | Bayern Monaco | Ulrich-Haberland-Stadion (1 901 spett.)\| Arbitro: \| Westerhoff \| |
| Arbitro:                                               | Westerhoff       |               |               |                                                                     |

| Arbitro: | Joos |

| |           |             |
| Kumagai 4’, 21’, 52’ Schüller 13’, 89’ Damnjanović 24’, 30’ Stanway 32’ Magull 37’ Simon 49’ Viggósdóttir 75’ | Marcatori | 64’ Schwalm |

### Coppa di Germania
| Arbitro: | Joos |

|  |           |                                                                             |
|  | Marcatori | 3’ Schüller 8’ Dallmann 12’ Kumagai 24’ Magull 61’ Simon 65’ Gwinn 77’ Bühl |

| Arbitro: | Hussein |

|  |           |                                                                   |
|  | Marcatori | 3’, 77’ Simon 9’, 90’ Dallmann 53’ Magull 69’ Stanway 83’ Kumagai |

| Arbitro: | Wildfeuer |

|  |           |                   |
|  | Marcatori | 68’ Rall 77’ Bühl |

| Arbitro: | Derlin |

|  |           |                                                            |
|  | Marcatori | 19’, 47’ Jónsdóttir 44’ Pajor 56’ Brand 60’ (rig.) Janssen |

### Champions League

#### Fase di qualificazione
| Arbitro: | Caputi |

|  |           |              |
|  | Marcatori | 45’ Schüller |

| Arbitro: | Olofsson |

|                                |           |            |
| Dallmann 18’, 22’ Schüller 43’ | Marcatori | 45’ Jensen |

#### Fase a gironi
| Arbitro: | Cvetković |

|                        |           |              |
| Simon 35’ Dallmann 57’ | Marcatori | 25’ Kullashi |

| Arbitro: | Antoniou |

|                        |           |                           |
| Raysla 42’ Lacasse 59’ | Marcatori | 67’ Rall 83’, 90’ Stanway |

| Arbitro: | Foster |

|                                |           |  |
| Geyse 47’ Bonmatí 60’ Pina 66’ | Marcatori |  |

| Arbitro: | Staubli |

|                                 |           |           |
| Bühl 4’ Magull 10’ Schüller 60’ | Marcatori | 65’ Geyse |

| Arbitro: | Augustyn |

|  |           |                                                      |
|  | Marcatori | 38’ Tainara 66’ Lohmann 73’ Stanway 90’ Landenberger |

| Arbitro: | Caputi |

|               |           |  |
| Bühl 51’, 75’ | Marcatori |  |

#### Fase a eliminazione diretta
| Arbitro: | Projkovska |

|              |           |  |
| Schüller 39’ | Marcatori |  |

| Arbitro: | de Aza |

|                             |           |  |
| Maanum 20’ Blackstenius 26’ | Marcatori |  |

## Statistiche

### Statistiche di squadra
| Competizione         | Punti | In casa | In casa | In casa | In casa | In casa | In casa | In trasferta | In trasferta | In trasferta | In trasferta | In trasferta | In trasferta | Totale | Totale | Totale | Totale | Totale | Totale | DR  |
| Competizione         | Punti | G       | V       | N       | P       | Gf      | Gs      | G            | V            | N            | P            | Gf           | Gs           | G      | V      | N      | P      | Gf     | Gs     | DR  |
| -------------------- | ----- | ------- | ------- | ------- | ------- | ------- | ------- | ------------ | ------------ | ------------ | ------------ | ------------ | ------------ | ------ | ------ | ------ | ------ | ------ | ------ | --- |
| Frauen Bundesliga    | 59    | 11      | 11      | 0       | 0       | 41      | 5       | 11           | 8            | 2            | 1            | 26           | 3            | 22     | 19     | 2      | 1      | 67     | 8      | +59 |
| DFB-Pokal der Frauen | -     | 1       | 0       | 0       | 1       | 0       | 5       | 3            | 3            | 0            | 0            | 16           | 0            | 4      | 3      | 0      | 1      | 16     | 5      | +11 |
| Champions League     | -     | 5       | 5       | 0       | 0       | 11      | 3       | 5            | 3            | 0            | 2            | 8            | 7            | 10     | 8      | 0      | 2      | 19     | 10     | +9  |
| Totale               | 59    | 17      | 16      | 0       | 1       | 52      | 13      | 19           | 14           | 2            | 3            | 50           | 10           | 36     | 30     | 2      | 4      | 102    | 23     | +79 |

### Andamento in campionato
| Giornata  | 1 | 2 | 3 | 4 | 5 | 6 | 7 | 8 | 9 | 10 | 11 | 12 | 13 | 14 | 15 | 16 | 17 | 18 | 19 | 20 | 21 | 22 |
| --------- | - | - | - | - | - | - | - | - | - | -- | -- | -- | -- | -- | -- | -- | -- | -- | -- | -- | -- | -- |
| Luogo     | T | C | T | C | T | C | T | C | T | C  | T  | C  | T  | C  | T  | C  | T  | C  | T  | C  | T  | C  |
| Risultato | N | V | V | V | P | V | V | V | V | V  | V  | V  | V  | V  | V  | V  | V  | V  | V  | V  | N  | V  |
| Posizione | 7 | 3 | 2 | 2 | 3 | 3 | 3 | 3 | 2 | 2  | 2  | 2  | 2  | 2  | 2  | 1  | 1  | 1  | 1  | 1  | 1  | 1  |

Legenda:

Luogo: C = Casa; T = Trasferta. Risultato: V = Vittoria; N = Pareggio; P = Sconfitta.

### Statistiche dei giocatori
| Giocatore            | Frauen Bundesliga | Frauen Bundesliga | Frauen Bundesliga | Frauen Bundesliga | Frauen Champions League | Frauen Champions League | Frauen Champions League | Frauen Champions League | Frauen DFB-Pokal | Frauen DFB-Pokal | Frauen DFB-Pokal | Frauen DFB-Pokal | Totale   | Totale | Totale      | Totale     |
| Giocatore            | Presenze          | Reti              | Ammonizioni       | Espulsioni        | Presenze                | Reti                    | Ammonizioni             | Espulsioni              | Presenze         | Reti             | Ammonizioni      | Espulsioni       | Presenze | Reti   | Ammonizioni | Espulsioni |
| -------------------- | ----------------- | ----------------- | ----------------- | ----------------- | ----------------------- | ----------------------- | ----------------------- | ----------------------- | ---------------- | ---------------- | ---------------- | ---------------- | -------- | ------ | ----------- | ---------- |
| L. Benkarth          | 2                 | 0                 | 0                 | 0                 | 0                       | 0                       | 0                       | 0                       | 0                | 0                | 0                | 0                | 2        | 0      | 0           | 0          |
| E. Bragstad          | 7                 | 0                 | 0                 | 0                 | 5                       | 0                       | 0                       | 0                       | 2                | 0                | 0                | 0                | 14       | 0      | 0           | 0          |
| K. Bühl              | 22                | 5                 | 1                 | 0                 | 10                      | 3                       | 1                       | 0                       | 4                | 2                | 0                | 0                | 36       | 10     | 2           | 0          |
| L. Dallmann          | 11                | 6                 | 0                 | 0                 | 4                       | 3                       | 0                       | 0                       | 3                | 3                | 0                | 0                | 18       | 12     | 0           | 0          |
| J. Damnjanović       | 17                | 3                 | 0                 | 0                 | 6                       | 0                       | 2                       | 0                       | 2                | 0                | 0                | 0                | 25       | 3      | 2           | 0          |
| S. Ernst             | 0                 | 0                 | 0                 | 0                 | 0                       | 0                       | 0                       | 0                       | 0                | 0                | 0                | 0                | 0        | 0      | 0           | 0          |
| H. Glas              | 0                 | 0                 | 0                 | 0                 | 0                       | 0                       | 0                       | 0                       | 0                | 0                | 0                | 0                | 0        | 0      | 0           | 0          |
| L. Gloning           | 1                 | 0                 | 1                 | 0                 | 0                       | 0                       | 0                       | 0                       | 1                | 0                | 0                | 0                | 2        | 0      | 1           | 0          |
| M. Grohs             | 21                | 0                 | 0                 | 0                 | 10                      | 0                       | 0                       | 0                       | 4                | 0                | 0                | 0                | 35       | 0      | 0           | 0          |
| G. Gwinn             | 3                 | 1                 | 0                 | 0                 | 2                       | 0                       | 0                       | 0                       | 1                | 1                | 0                | 0                | 6        | 2      | 0           | 0          |
| T. Hansen            | 12                | 0                 | 0                 | 0                 | 2                       | 0                       | 0                       | 0                       | 2                | 0                | 1                | 0                | 16       | 0      | 1           | 0          |
| N. Herrmann          | 0                 | 0                 | 0                 | 0                 | 0                       | 0                       | 0                       | 0                       | 0                | 0                | 0                | 0                | 0        | 0      | 0           | 0          |
| J. Kappes            | 3                 | 0                 | 0                 | 0                 | 0                       | 0                       | 0                       | 0                       | 1                | 0                | 0                | 0                | 4        | 0      | 0           | 0          |
| F. Kett              | 13                | 2                 | 0                 | 0                 | 8                       | 0                       | 3                       | 0                       | 2                | 0                | 0                | 0                | 23       | 2      | 3           | 0          |
| S. Kumagai           | 18                | 4                 | 0                 | 1                 | 10                      | 0                       | 2                       | 0                       | 4                | 2                | 1                | 0                | 32       | 6      | 3           | 1          |
| J. Landenberger      | 1                 | 0                 | 0                 | 0                 | 2                       | 1                       | 0                       | 0                       | 0                | 0                | 0                | 0                | 3        | 1      | 0           | 0          |
| E. Laurent           | 15                | 0                 | 0                 | 0                 | 7                       | 0                       | 1                       | 0                       | 3                | 0                | 0                | 0                | 25       | 0      | 1           | 0          |
| J. Leitzig           | 0                 | 0                 | 0                 | 0                 | 0                       | 0                       | 0                       | 0                       | 0                | 0                | 0                | 0                | 0        | 0      | 0           | 0          |
| S. Lohmann           | 17                | 5                 | 0                 | 0                 | 9                       | 1                       | 1                       | 0                       | 2                | 0                | 0                | 0                | 28       | 6      | 1           | 0          |
| L. Magull            | 19                | 8                 | 1                 | 0                 | 8                       | 1                       | 2                       | 0                       | 4                | 2                | 0                | 0                | 31       | 11     | 3           | 0          |
| M. Rall              | 19                | 5                 | 0                 | 0                 | 9                       | 1                       | 0                       | 0                       | 3                | 1                | 0                | 0                | 31       | 7      | 0           | 0          |
| I. Rudelić           | 5                 | 0                 | 0                 | 0                 | 3                       | 0                       | 0                       | 0                       | 1                | 0                | 0                | 0                | 9        | 0      | 0           | 0          |
| C. Rúnarsdóttir      | 0                 | 0                 | 0                 | 0                 | 0                       | 0                       | 0                       | 0                       | 0                | 0                | 0                | 0                | 0        | 0      | 0           | 0          |
| L. Schüller          | 22                | 14                | 0                 | 0                 | 10                      | 4                       | 0                       | 0                       | 4                | 1                | 0                | 0                | 36       | 19     | 0           | 0          |
| C. Simon             | 16                | 2                 | 3                 | 0                 | 7                       | 1                       | 0                       | 0                       | 4                | 3                | 0                | 0                | 27       | 6      | 3           | 0          |
| G. Stanway           | 21                | 6                 | 8                 | 0                 | 10                      | 3                       | 2                       | 0                       | 4                | 1                | 0                | 0                | 35       | 10     | 10          | 0          |
| T. Tainara           | 13                | 1                 | 2                 | 0                 | 7                       | 1                       | 0                       | 0                       | 1                | 0                | 0                | 0                | 21       | 2      | 2           | 0          |
| G. Viggósdóttir      | 22                | 3                 | 0                 | 0                 | 9                       | 0                       | 2                       | 0                       | 4                | 0                | 0                | 0                | 35       | 3      | 2           | 0          |
| K.L. Vilhjálmsdóttir | 7                 | 0                 | 0                 | 0                 | 2                       | 0                       | 0                       | 0                       | 2                | 0                | 0                | 0                | 11       | 0      | 0           | 0          |
| S. Zadrazil          | 21                | 1                 | 0                 | 0                 | 9                       | 0                       | 0                       | 0                       | 4                | 0                | 0                | 0                | 34       | 1      | 0           | 0          |